# Гел Робсон-Кану
Гел Робсон-Кану (англ. Hal Robson-Kanu, нар. 21 травня 1989, Актон, Лондон, Англія) — валлійський футболіст, фланговий півзахисник клубу «Вест-Бромвіч Альбіон» і національної збірної Уельсу.

## Клубна кар'єра
Вихованець футбольної школи клубу «Редінг». 2007 року почав потрапляти до заявки головної команди цього клубу, проте, так й не дебютувавши в її складі в офіційних матчах, наступного року був відданий в оренду до «Саутенд Юнайтед». Згодом частину 2009 року провів в оренді у «Свіндон Тауні».
До складу «Редінга» повернувся 2009 року, де поступово став основним виконавцем на фланзі атаки. Відтоді встиг відіграти за клуб з Редінга 188 матчів в національному чемпіонаті.

## Виступи за збірні
2007 року провів одну гру у складі юнацької збірної Англії.
Згодом погодився грати за збірні команди Уельсу, звідки походила його бабуся. У травні 2010 року уперше вийшов на поле у складі молодіжної збірної Уельсу. На молодіжному рівні зіграв в одному офіційному матчі.
Того ж 2010 року дебютував в офіційних матчах й у складі національної збірної Уельсу. 
На чемпіонаті Європи 2016 забив переможний гол у ворота збірної Словаччини. Збірна Уельсу здобула першу у своїй історії перемогу на Чемпіонатах Європи, обігравши Словаччину 2:1.